# پیشاهنگ (فیلم)
پیشاهنگ (به انگلیسی: The Scout) فیلمی محصول سال ۱۹۹۵ و به کارگردانی مایکل ریچی است. در این فیلم بازیگرانی همچون آلبرت بروکس، برندن فریزر، دایان ویست، آن تومی، لین اسمیت، مایکل راپاپورت، جان کاپودیس و بری شاباکا هنلی ایفای نقش کرده‌اند.